# Zbure
Zbure je naselje u slovenskoj Općini Šmarješke Toplice. Zbure se nalazi u pokrajini Dolenjskoj i statističkoj regiji Jugoistočnoj Sloveniji. 

## Stanovništvo
Prema popisu stanovništva iz 2002. godine naselje je imalo 155 stanovnika.

## Poznate osobe
- Krizina Bojanc - časna sestra, blaženica Katoličke Crkve, jedna od Drinskih mučenica.